# Neobisium theisianum
Neobisium theisianum är en spindeldjursart som först beskrevs av Paul Gervais 1844.  Neobisium theisianum ingår i släktet Neobisium och familjen helplåtklokrypare. Inga underarter finns listade i Catalogue of Life.